# Stranka modernega centra
Stranka modernega centra je politická strana ve Slovinsku.
Strana vznikla 2. června 2014. Byla motivována z rezignace bývalé premiérky Slovinska Alenky Bratušekové. 13. července 2014 se konaly volby, strana tedy vznikla jenom 6 týdnů před volbami. I přesto však ve volbách získala největší počet hlasů a mandátů. Její předseda Miro Cerar se po volbách stal předsedou vlády. Po volbách odmítala jednat s členy strany Zavezništvo Alenke Bratušek, protože v čele této strany stála Alenka Bratušeková, od které se strana distancovala.
18. září Cerar vytvořil vládu z koalice stran Stranka modernega centra, Demokratična stranka upokojencev Slovenije a Socialni demokrati.
21. listopadu byla strana přijata do Aliance liberálů a demokratů pro Evropu.
Do 7. března se strana jmenovala Strana Mira Cerara, od 7. 3. 2015 se strana jmenuje Stranka modernega centra (v překladu Moderní centristická nebo středová strana).
Strana sice prosazuje liberalismus, ale je orientovaná spíše nalevo.